# B.K.S. Iyengar

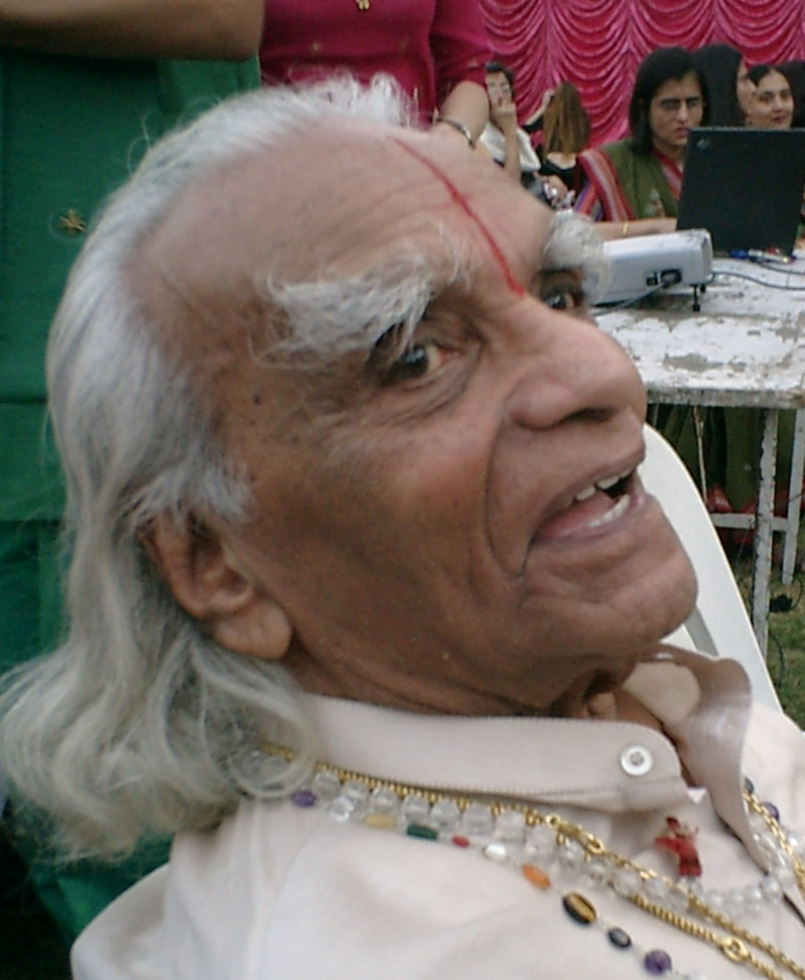
B.K.S. Iyengar

Bellur Krishnamacharya Sundaram Iyengar (Bellur, 14 december 1918 – Poona, 20 augustus 2014), ook wel Yogacharya B.K.S. Iyengar, was een Indiaas yogaleraar. Hij ontwikkelde Iyengar Yoga.
B.K.S. Iyengar wordt beschouwd als een van de belangrijkste yogaleraren in de wereld. Hij beoefende yoga gedurende bijna zijn gehele leven. 
Na een jeugd met een geschiedenis van malaria, tbc, tyfus, en kinderziektes zoals mazelen was het op zijn 16e de yoga die hem vitaliteit en kracht gaf en hem nog 80 jaar te laten oefenen, ontwikkelen en onderwijzen. Het hielp hem op zijn 16e malaria, tbc en tyfus te overwinnen.
In de stad Poona ruim 120 km landinwaarts vanaf Mumbai heeft hij vanaf 1937 tot het eind van zijn leven gewoond en les gegeven. 
In 1975 heeft hij het Ramamani Iyengar Memorial Yoga Institute (RIMYI), vernoemd naar zijn vrouw (1927-1973), in deze stad opgericht. Dit instituut is in samenwerking met vele verschillende landelijke verenigingen verantwoordelijk voor het behalen van certificaten voor Iyengar yoga leraren en een geregistreerd keurmerk. Er zijn verschillende niveaus van certificaten te weten, aspirant, junior, senior en gevorderde senior. Naar schatting een miljoen mensen beoefenen Iyengar-yoga.
In 1952 geeft hij zijn eerst westerse leerling les, namelijk violist en dirigent Yehudi Menuhin. Op zijn uitnodiging gaf B.K.S. Iyengar zijn eerste les in het buitenland (Zwitserland 1954).
B.K.S. Iyengar heeft in zijn leven veel boeken geschreven over de beoefening en filosofie van yoga, waarvan “Light on Yoga” (1966) zijn eerste en best verkochte boek is geweest. Daarop volgden: “Light on Pranayama” en “Light on the Yoga Sutras of Patanjali” en vele andere titels. Het boek “Light on Yoga” wordt wel gezien als het meest complete boek over yoga en brengt de uitvoering meest gedetailleerd in beeld. Het is vertaald in het Nederlands en heeft de titel; “Yoga Dipika”, en dipika is Sanskriet voor ‘licht op’. Hij heeft in zijn leven les gegeven aan velen, waaronder ook vooraanstaande personen uit de kunst- en sportwereld, de wetenschap, royalty's en religieuze leiders zoals paus Paulus VI en de dalai lama. 
Hij heeft in zijn leven vele prestigieuze prijzen en ere doctoraten ontvangen. In 2004 stond Iyengar in de Time 100, een lijst van de honderd invloedrijkste personen ter wereld. 